# Pornografia no Japão

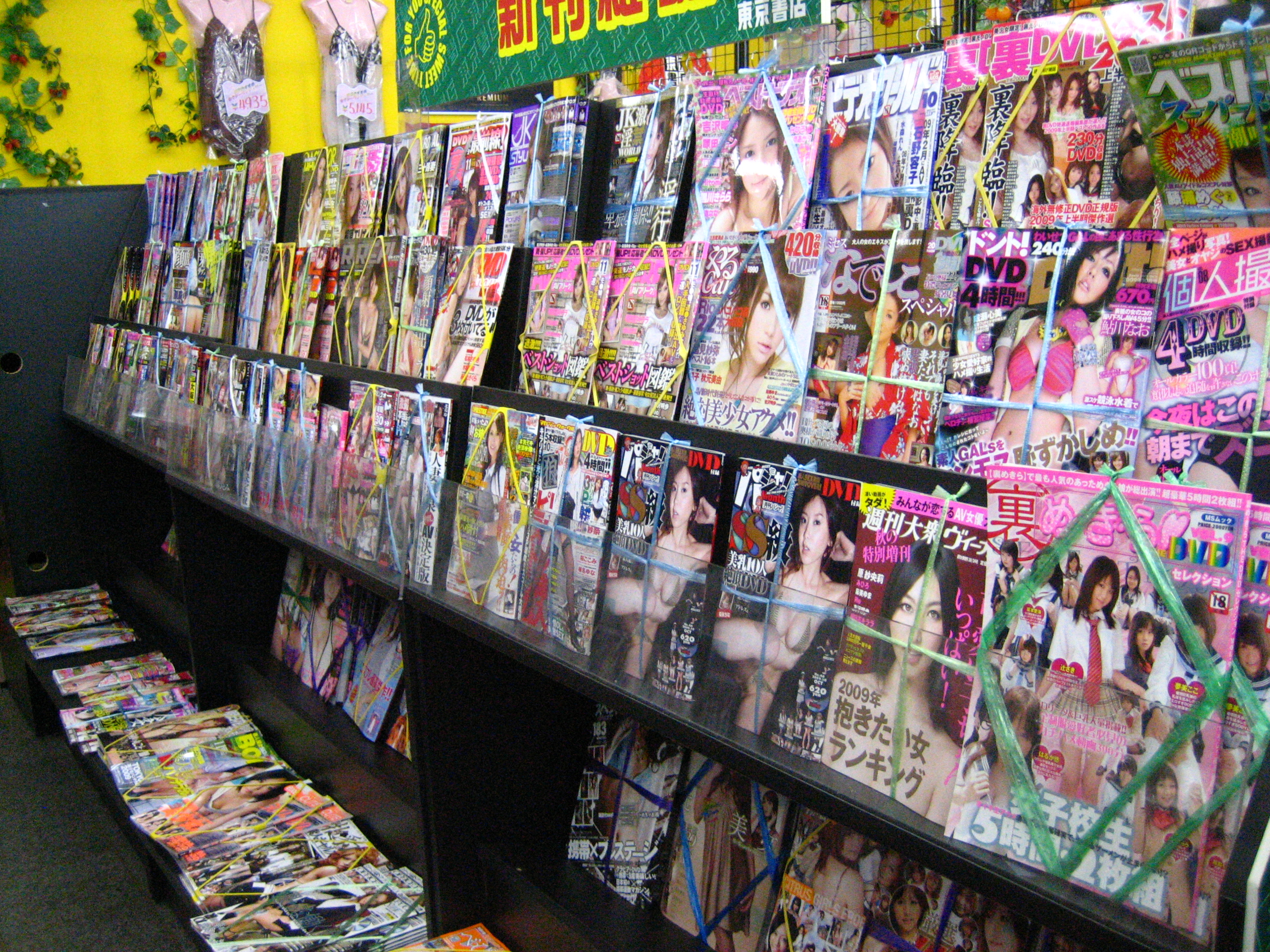
Revistas pornográficas nas prateleiras, no Japão, em 2009

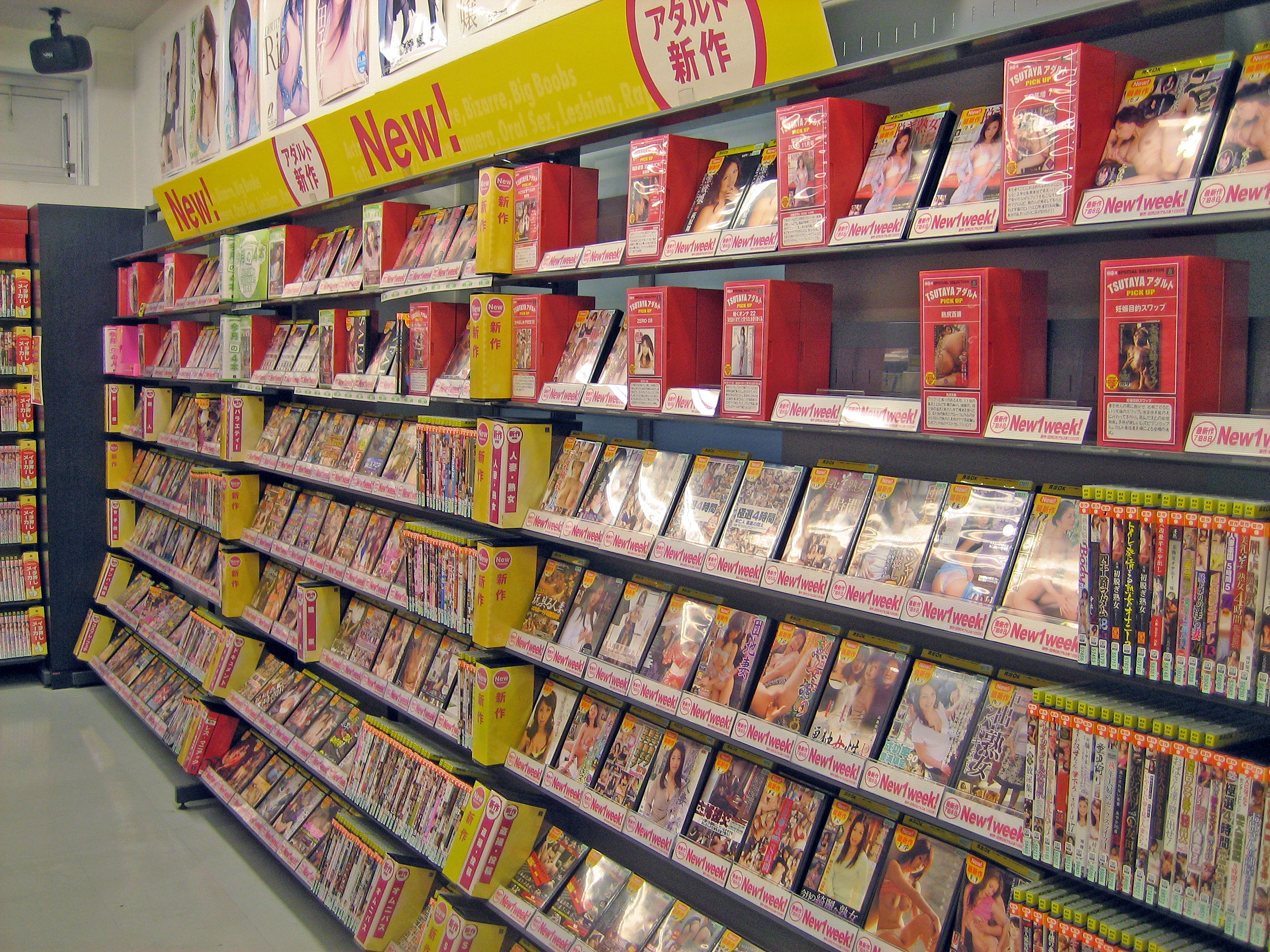
Vídeos adultos no Japão

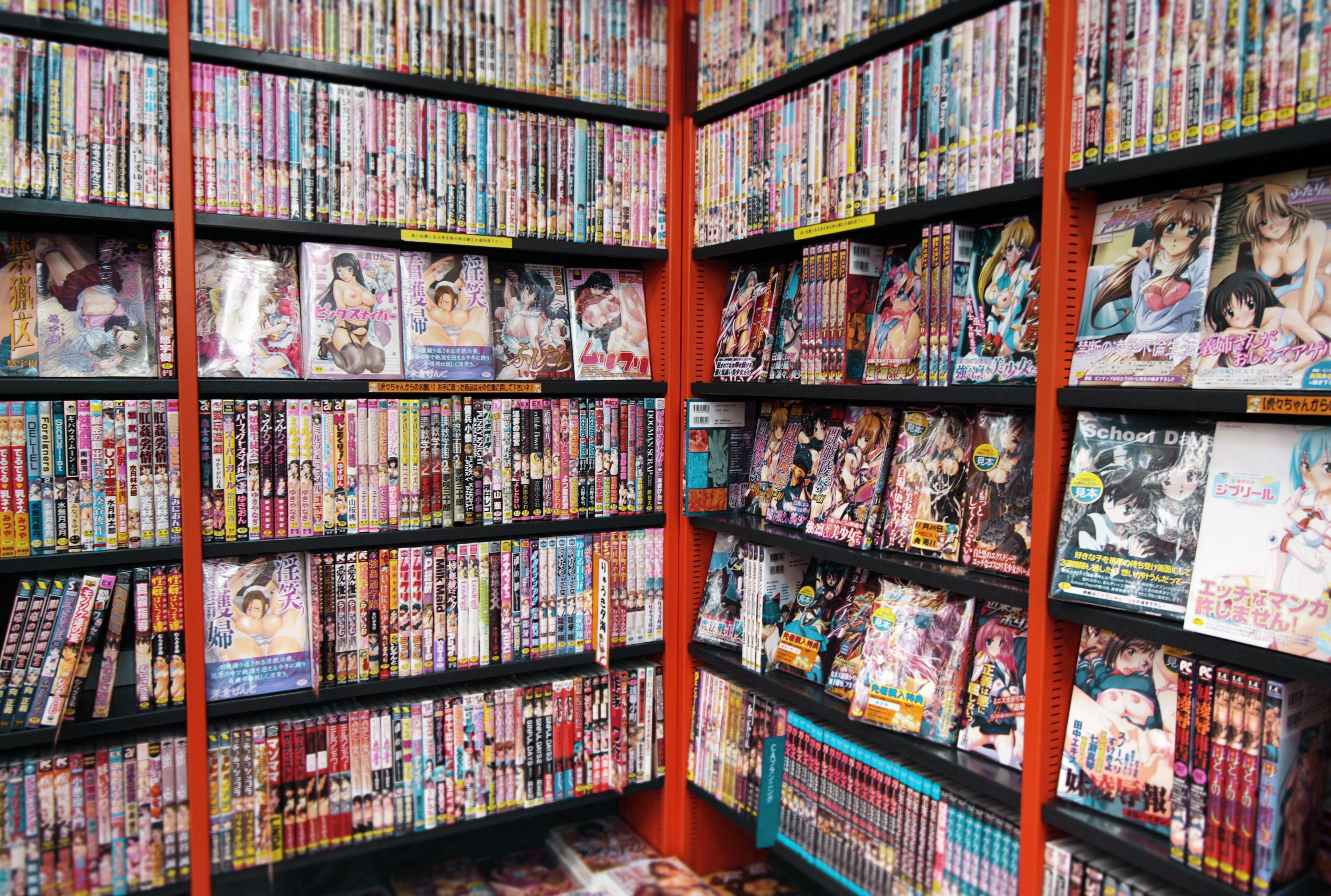
Hentai mangá vendidos no Japão

A pornografia no Japão é um grande e entrelaçado conjunto de negócios de entretenimento para adultos, com características únicas que facilmente a distinguem da pornografia ocidental. Refletindo pontos de vista do Japão sobre a sexualidade e a cultura, a pornografia japonesa mergulha em um amplo espectro de atos sexuais envolvendo heterossexuais, homossexuais e transexuais, além de fetiches e parafilias únicas.
Começando nas artes plásticas e em impressões em bloco de madeira antes do século XX, a pornografia japonesa evoluiu em diferentes subcategorias com a mídia que, além de abranger vídeos pornográficos e revistas, há categorias de conteúdo pornográfico dentro da indústria de quadrinhos (os chamados mangás pornográficos), em jogos de computador e animes hentais (animação representando atividade sexual).
Pela lei japonesa, qualquer pornografia legalmente produzida deve censurar os órgãos genitais dos atores e atrizes, e, até meados da década de 1990, era proibida a representação de pelos pubianos. O ânus é censurado apenas quando há contato ou penetração. Este tipo de censura também se estende aos quadrinhos, jogos de vídeo e animações feita para adultos. Na tentativa de contornar este tipo de censura (e para atender a determinados fetiches), atores e produtores dão destaque a assunto e gêneros raramente retratados no ocidente. Bukkake, gokkun, omorashi e sexo envolvendo tentáculos são alguns dos gêneros típicos da pornografia japonesa e pouco conhecidos por espectadores ocidentais. Lolicon e sua contribuição para a controvérsia sobre a regulamentação da pornografia, representando menores de idade, tem sido uma questão importante a respeito da liberdade de expressão dentro e fora do Japão.

## História

### Antes do século XX
Shunga eram imagens pornográficas nas mais diversas situações imagináveis, gravadas em blocos de madeira e impressas em papel. Perto do fim do período Edo, quando os estrangeiros passaram a conhecer melhor o Japão, os shungas passaram a ser feitos e vendidos. O uso real destes no período ainda são debatidos, mas provavelmente se assemelhava à moderna utilização de material pornográfico para a masturbação e/ou compartilhamento com um(a) amante.
Após a Restauração Meiji, na segunda metade do século XIX, a publicação de material pornográfico passou a ser pressionada pelo governo.

### No século XX
No final do período Taisho e início do período Shōwa, um movimento artístico chamado Eroguronansensu, literalmente, "erótico-grotesco-absurdo", ocorreu influenciado pela decadência de obras da Europa. Falar expressões sexuais era permitido em novelas e mangás, mas um rigoroso controle foi aplicado em fotografias e filmes. Durante a Segunda Guerra Mundial, os materiais pornográficos foram banidos por completo: "Desde o fim da Segunda Guerra Mundial, o Artigo 175 do código penal do Japão, conhecido como a obscenidade, tem representado a única restrição sobre a liberdade de expressão, que é, no entanto, garantido pelo Artigo 21 da Constituição de 1947."
Influenciado por revistas como a Playboy, revistas pornográficas foram impressas logo após a 2a Guerra Mundial. Enquanto artigos da playboy falavam sobre o estilo de vida norte-americano, as mulheres eram, em sua maioria, não asiáticas; a realização de entrevistas eram feitas com as pessoas em grande parte desconhecidas no Japão; e a moda e o desporto também eram norte-americanos, o que gerou um fetiche e um gênero conhecido como Yomono (literalmente, "coisas ocidentais").
No início da década de 1960, vários estúdios de cinema começaram a produzir "filmes cor-de-rosa". Com leis de censura proibindo órgãos genitais de serem vistos, mas de outra forma sendo livres para expressar qualquer coisa, esses filmes rapidamente se diversificaram, de forma a preencher todos os gêneros, incluindo estupro e escravidão, sendo produzidos principalmente pelo baixo orçamento por cineastas independentes, tais como Kōji Wakamatsu. Em 1971, os grandes estúdios Nikkatsu entraram para o gênero ''cor-de-rosa''.
Também neste ano, revistas orientadas para o público homossexual começaram a aparecer, inclusive Barazoku. Estas revistas tendem a ser adaptadas para segmentos específicos da população, tais como Badi, que apresenta jovens adultos do sexo masculino; Sanson, dedicado a homens gordinhos; e G-men ou Bara, com homens musculosos.

#### Anos 1980
A proliferação de vídeos pornográficos na década de 1980, geralmente chamados de A/V (abreviação para "Adult Video" ou "vídeo adulto"), devido ao aumento do número de famílias japoneses com televisores e videocassetes em suas residências. Há rumores que os VHS tornaram-se populares no formato Betamax porque um grande número de A/V foram lançados nesta configuração, mesmo que alguns destes tenham sido vendidos em formato laserdisc. Jogar jogos em computadores pessoais sem nenhuma limitação no conteúdo, exceto por leis de censura ocasionais, era visto como sinônimo de jogar jogos Bishōjo, uma forma marginalizada de consumir estes produtos em contraponto aos consoles de jogos de videogames bem mais difundidos.
No final da década de 1980, o mercado dōjinshi se expandiu, onde estima-se que cerca de metade deste mercado consiste em pornografia. Problemas de copyright assolam o mercado, mas o mercado de dōjinshi era um lugar comum para iniciar antes de fazer uma estreia em uma revista profissional. O gênero yaoi começou no mercado de dōjinshi.

#### Anos 1990
De acordo com John Carr, consultor do Reino Unido em segurança na Internet para crianças, dois terços de todas as imagens de pedofilia na Internet no final da década de 1990 pode ter se originado no Japão, afirmando que "nós pensamos que a pornografia infantil, sob qualquer forma, promove valores e envia a mensagem de que é correto abusar sexualmente de crianças. Ela ajuda pedófilos a justificarem suas ideias ou comportamentos e dessensibiliza a sociedade como um todo." Desde que a lei contra a pornografia infantil foi implementada em 1999, a proporção destes casos caiu em 2% aproximadamente. A ECPAT acredita que muitos produtores de pornografia infantil viraram-se simplesmente para a produção de animes ou filmes com adultos vestidos como crianças.

## Leis e movimentos

### Leis de censura
No Japão, nos termos do Artigo 175 do Código Penal, os cidadãos que vendem ou distribuem conteúdo obsceno estão sujeitos à punição com multa ou prisão, tendo sido incluído no documento original em 1907 e sem passar por alterações substanciais desde então. Sobretudo, é necessário estabelecer quais critérios definem este tipo de conteúdo como obsceno para a lei, como a mostra de pelos pubianos e genitálias, assim sujeitando artistas e cineastas de pornografia a retratarem cenas de sexo cotidianas com as genitálias obscurecidas ou censuradas por mosaicos, borrões ou flashes de luz. Ainda, a censura nos pênis dos componentes pode se apresentar apenas em algumas partes. A publicação de Waterfruit e Santa Fe por Kishin Shinoyama foi a primeira publicação conhecida que contou com pêlos pubianos totalmente representados. Muitas produtoras de vídeo pertencem a associações éticas que fornecem orientação sobre o que é aceitável e o que não é para monitorar o conteúdo produzido. A "Nihon" Associação Ética de Vídeo, a Organização Ética de Software de Computador e a Associação de Conteúdo de Software são exemplos de três organizações desse cunho. As recentes controvérsias sobre as leis terem desaprovado pelos pubianos e até mesmo a genitália em si, gera debates em obras de arte e em ambientes educacionais. Em 2014, a polícia japonesa descobriu uma loja de pornografia ilegal que possuía uma máquina que supostamente era capaz de remover pixelização a partir das imagens censuradas contidas nos DVDs.

### A religião e a pornografia
A religião mais tradicional do Japão é a dos xintoístas (Kami-No-Michi), baseada no animismo. Os deuses e deusas do xintoísmo não são repositórios de moralidade ou de perfeição sobre os humanos, em vez disso, eles existem dentro da natureza e, portanto, a sexualidade é uma parte inata da própria vida. Assim, religião não é obstáculo para a presença de material pornográfico no Japão, ou na sociedade secular, nem é a pornografia, blasfêmia, de forma alguma, nem mesmo quando ela retrata pessoas religiosas (principalmente shrine maidens) ou seres mitológicos. Contudo, a presença de outras crenças como o cristianismo, confuncionismo e budismo em suas formas contemporaneizadas no país estabelecem uma crença de repulsa em certas parcelas das sociedades, embora não interfiram na conjuntura legislativa.

### Pornografia infantil
A posse de pornografia infantil retratando crianças reais é ilegal no Japão desde junho de 2014, embora a distribuição de pornografia infantil foi feita de jure ilegal em 1999, depois de pressões internacionais das Nações Unidas, da UNICEF e outras organizações defensoras dos direitos da criança e do adolescente. Contudo, a lei faz uma distinção entre a pornografia hardcore infantil e a pornografia softcore que está amplamente disponível no Japão, como nas idols menores de idade e lolicons, nos centros de mídia, como Akihabara e Nipponbashi; e na maioria dos konbini, ou lojas japonesas. 
Em junho de 2008, um projeto de lei que propôs a imposição de uma proibição da posse de pornografia de crianças foi enviado para a Câmara dos Representantes do Japão. Em setembro, seu trâmite deu continuidade, mas não conseguiu passar por completo.

### Violência sexual
Milton Diamond e Ayako Uchiyama postularam que com a ascensão de material pornográfico no Japão, a partir da década de 1970, cria-se uma diminuição na violência sexual declarada. Em 2016, a campanha do grupo de Direitos Humanos relatou denúncias de que algumas mulheres que aparecem em filmes pornográficos tinha sido forçadas a fazê-los contra a sua vontade. O grupo pediu a introdução de leis para regulamentação das empresas de produção e para obter ajuda para qualquer artistas que sofra abuso.

### Subgêneros do pornô Japonês (seijin)
Entre os vários gêneros da pornografia japonesa, podemos destacar os seguintes:
- Lolicon (abreviação de "complexo de lolita") ロリコン: Gênero que envolve meninas pré-adolescentes e adolescentes com idades de 6 a 12 anos. Normalmente a idade legal para ser destaque em um filme pornográfico no Japão é de 18 anos.
- Shotacon (abreviação de "complexo de Shoutarou"): Semelhante ao Lolicon, este gênero envolve meninos pré-adolescentes, com idades entre 6 e 12 anos. Normalmente a idade legal para ser destaque em um filme pornográfico no Japão é de 18 anos.

- Yaoi ("boy's Love"): Com dois homens adultos, em um relacionamento homossexual/gay. Público alvo são mulheres adolescentes e adultas jovens. Geralmente é produzido por mulheres. Normalmente apresenta um personagem passivo ou submisso chamado de "Uke" e um ativo ou dominante chamado de "Seme"; e tende a envolver ligações amorosas e sentimentos românticos entre os personagens juntamente ao ato sexual. Em Yaoi, os personagens tendem a serem mais delicados e afeminados que o normal.
- Bara ("rosa"): Um gênero próprio mas subgênero de Seijin. Normalmente apresenta homens adultos, com diferentes biótipos, com músculos, gordura corporal e os pelos do corpo. Ao contrário do Yaoi, o Bara é normalmente feito por homens homossexuais, para os homens homossexuais; e tende a concentrar-se mais no ato sexual que nas ligações sentimentais dos personagens. Em Bara, os personagens dentem uma relação amorosa não tão destinada, enquanto Yaoi é apenas um Shoujo com dois caras afeminados.
- Yuri ("lírio"): Com duas mulheres adultas em um relacionamento homossexual/lésbico. Assim como o yaoi, o público alvo é feminino e sua produção é geralmente feita por mulheres, embora seja menos popular do que o Yaoi. Geralmente, o Yuri tende a ser bem mais focado em conflitos emocionais que os yaoi.

### Doujinshi e paródias
Doujinshi, muitas vezes, contêm paródias pornográficas ou aniparô de séries populares de anime, videogames e mangás.

### Anime
Animação erótica (conhecido no Ocidente como hentai, mas no Japão como o "ero anime" (anime erótico)), é um gênero popular no Japão e, geralmente, mantém o mesmo estilo de animação visto em outras formas populares de animação japonesa (anime).

### Jogos
Jogos eróticos são um gênero de videogame no Japão. O gênero é um tanto desconhecido fora do país devido a vários problemas culturais e de translação. Conhecidos como "jogos bishōjo" ou jogos de "menina bonita"  (alternadamente escrito "bishoujo") em japonês, os jogos são conhecidos sob vários nomes utilizados pelo fãs, incluindo jogo hentai/H jogo; e assim por diante. Jogos para adultos no Japão têm a classificação de "18+", que foi cunhada pela Sistema de classificação de conteúdo de jogos eletrônicos ou pela Associação de conteúdo de software. A classificação de jogos de vídeo adultos não passou no Computer Entertainment Classificação da Organização. Jogos eróticos voltados ao público feminino são geralmente yaoi ou yuri.

### A Internet
Fanfictions, comumente encontrados em sites, não se limitam a personagens fictícios e, muitas vezes, usam pessoas reais, bem como, embora estes trabalhos faça pouco sentido para aqueles que não veem programas de TV japoneses. Escritores de dōjinshis costumam usar a Internet para comercializar os seus produtos, oferecendo visualizações de novas obras; e um endereço onde os compradores podem encontrar obras complementares e uma amostra de seus jogos. Eles também recrutam novos escritores e artistas online. Vários direcionamentos para motores de busca adultos existem para deixar alguém encontrar um site que eles estão procurando, sem ter que procurar através de sites comerciais que listam todas as palavras-chave. Muitas obras de dōjinshi são apresentadas em websites que recolhem a arte e deixam as pessoas lerem gratuitamente.
Muitos sites possuem imagens sazonais de saudação, frequentemente pornográfica, a partir de sites vinculados e amigos que frequentam seus sites. Uma típica saudação de Natal em uma imagem em tais sites tem características de uma "mamãe noel garota" em vários estágios a despir-se. Os doze animais do zodíaco da astrologia chinesa oferecer desafiadores e divertidos exemplos de catgirls.

### Revistas
As revistas são, juntamente com os vídeos, a mídia mais popular para materiais pornográficos. Revistas que contém mangás pornográficos ou fotos são controladas; e apresentam os requisitos de idade para a compra. Muitas localidades no Japão exigem que revistas pornográficas sejam seladas quando vendidas fora de livrarias adultas. Mas não é incomum encontrar revistas pornográficas que apresentam nudez. Muitas revistas, especialmente tabloides semanais, incluem imagens de nudez e fotos espalhadas semelhantes à "página três" em muitos tabloides ocidentais. Enquanto estas imagens não retratam órgãos ou atos sexuais, elas não são considerados pornográficas e, portanto, são vendidas livremente em público.
Escritos confessionais por ambos os sexos são um tema popular em homens e revistas pornográficas.

### Mangá
Mangá com conteúdo pornográfico tem públicos alvos tanto masculinos quanto femininos; e homens e mulheres como artistas de mangá escrevem obras pornográficas. Este mangás são mais comumente conhecidos como hentai no ocidente.

### Vídeo
Muitos vídeos pornográficos "vídeo adulto japonês" têm títulos que podem sugerir que estes usam menores ou mostram a gravação de um crime real; mas os títulos que circulam com a aprovação do Eirin, o órgão japonês regulamentador da indústria de filmes, estão em plena conformidade com a lei japonesa. Um truque comum é ter uma parte de um título substituído por um caractere; ou usar uma fonética semelhante ou neologismo. Por exemplo, um vídeo sobre uma menina de 19 anos, em uma festa de sexo, pode ser vendido com um título como "1X anos, Meninas em uma festa de Sexo!". A palavra "joshikōsei" (女子高生) lit. "colegial", não pode ser utilizada como eles gostariam de sugerir uma menina de 17 anos ou mais jovens, que não podem, legalmente, agir em um vídeo pornográfico. O homonímico neologismo "joshikōsei" (女子校生), o que pode significar uma "aluna", é usado em um grande número de títulos para promover o produto sem quebrar as leis de censura. Este fato pode ser visto em lugares populares do Japão, tais como Akihabara ou Den Den, cidade em Tóquio e Osaka, respectivamente.
A/V japoneses também servem para muitos fetiches, mais do que se poderia imaginar por não japoneses. Alunas ou uniformes temáticos, relacionados com o já citado "não consensual" ou gênero—estupro (レイプ reipu)—são comuns. SM, bondage, bestialidade, virgens, cream-pie (中出し nakadashi), lésbicas (レズ rezu), junto com os mais excêntricos fetiches (sabão, senhoras, jogos, tentáculos), etc.